# Лі Сюежуй
Лі Сюежуй  (кит.: 李 雪芮, 24 січня 1991) — китайська бадмінтоністка, олімпійська чемпіонка.

## Виступи на Олімпіадах
| Олімпіада   | Дисципліна       | Місце |
| ----------- | ---------------- | ----- |
| Лондон 2012 | одиночний розряд | 1     |
| Ріо 2016    | одиночний розряд | 4     |